# Tryphaina und Tryphosa
Tryphaina (Τρύφαινα) und Tryphosa (Τρυφῶσα; bl. 52–55 n. Chr.) sind zwei im Neuen Testament erwähnte stadtrömische Christinnen. 
Paulus charakterisiert die beiden Frauen in der Grußliste des Römerbriefs mit der Formulierung, sie setzten sich für den Herrn ein (Röm 16,12 ). Das Verb, griechisch κοπιᾶν kopiãn „sich einsetzen“, das in anderen Bibelübersetzungen auch als „arbeiten“ (Lutherbibel 2017), „sich mühen“ (Einheitsübersetzung 2016) wiedergegeben wird, bezeichnet im urchristlichen Sprachgebrauch gemeindeleitende Funktionen, wie man besonders an 1 Thess 5,12  und 1 Kor 16,16  sieht. Marlis Gielen erläutert, dass in der stadtrömischen Gemeinde vier Frauen, nämlich Maria, Persis, Tryphaina und Tryphosa „in die Gemeindeleitung eingebunden waren und sich dabei wohl nicht nur im Bereich der Organisation, sondern auch im Bereich der Verkündigung engagiert oder – anders formuliert – die Aufgaben eines diakonos wahrgenommen haben.“ Ulrich Wilckens meint, die beiden seien (wegen der gleichklingenden Namen) „vielleicht Zwillingsschwestern, jedenfalls aber ein Paar. Ihre Namen, die ein weiches Luxusleben assoziieren (τρυφάω, τρυφή), stehen vielleicht in rhetorisch beabsichtigtem Widerspruch zu der harten Arbeit, die sie in der Mission geleistet haben.“